# ونگ، اپلند
ونگ، اپلند (به لاتین: Vang, Oppland) یک شهرداری در نروژ است که در شهرستان اوپلاند واقع شده‌است.

## خصوصیات
ونگ ۱٬۵۰۵ کیلومترمربع مساحت و ۱٬۶۱۶ نفر جمعیت دارد.

## نگارخانه

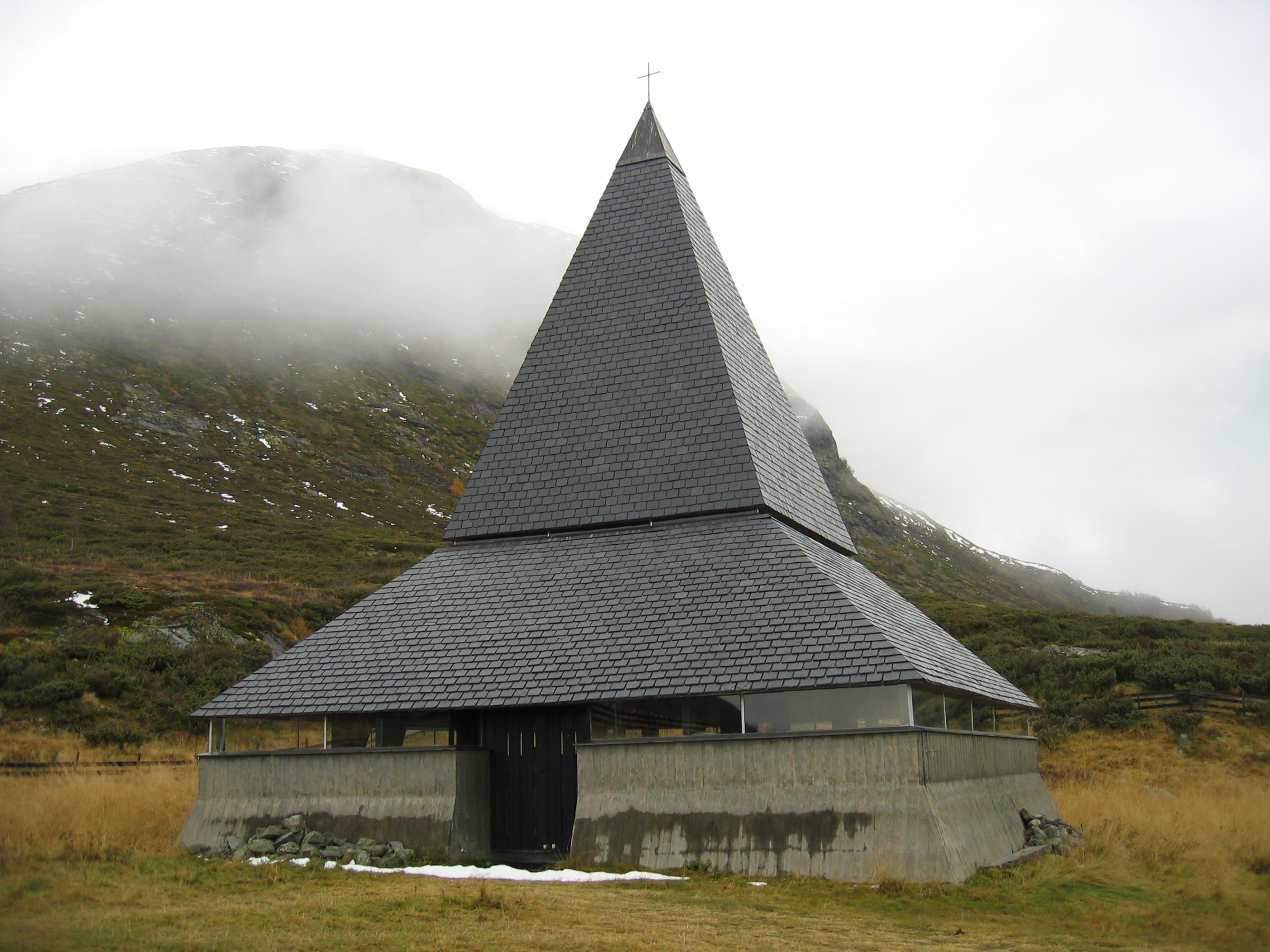
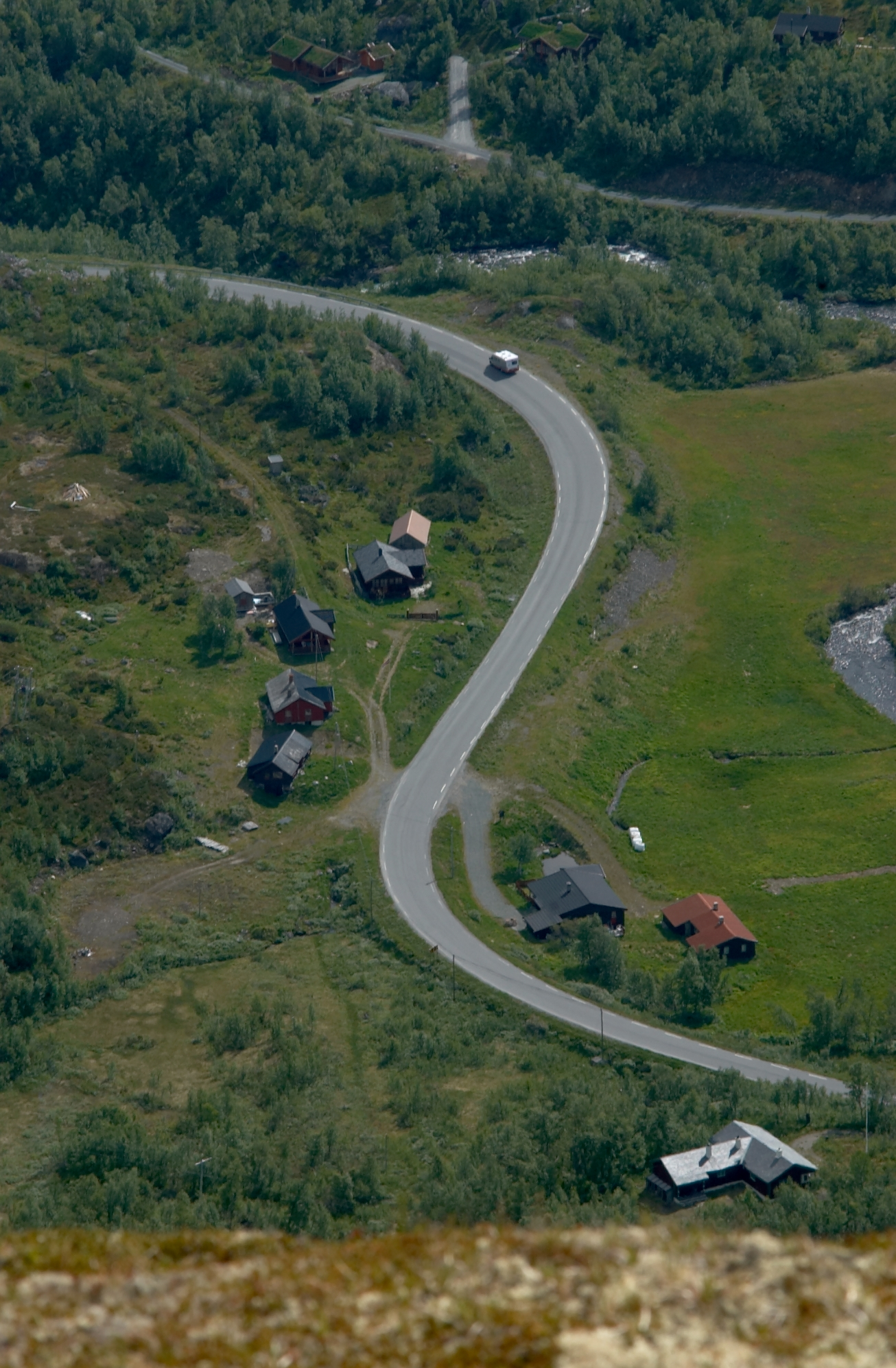
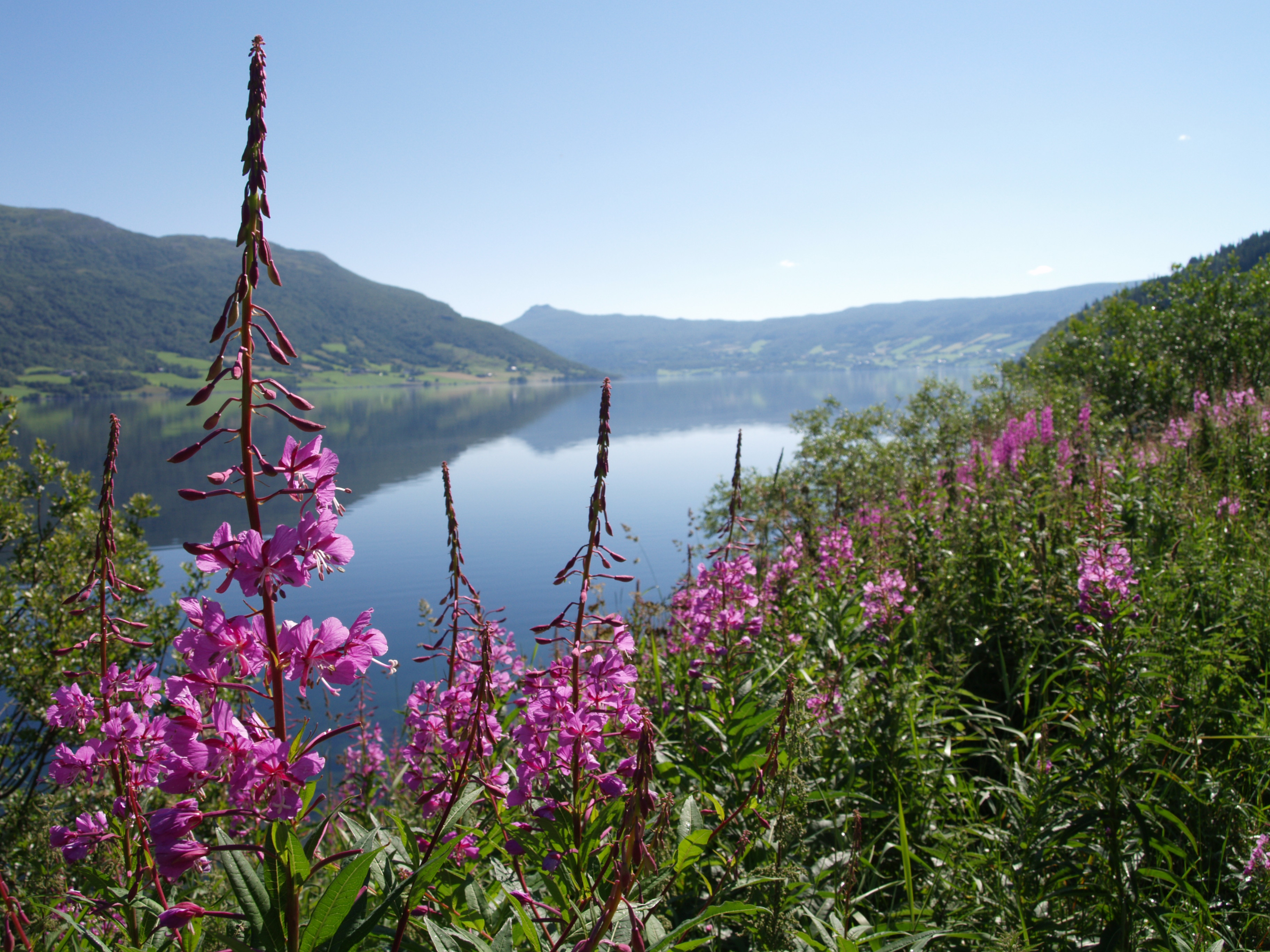